# 山根隆治
山根 隆治（やまね りゅうじ、1948年3月8日 - 2022年12月10日）は、日本の政治家。
参議院議員（2期）、外務副大臣（野田内閣・野田第1次改造内閣・野田第2次改造内閣）、参議院経済産業委員長、埼玉県議会議員（2期）、川越市議会議員（4期）などを歴任。

## 来歴
東京都豊島区生まれ。佼成学園高等学校卒業。1966年、医歯薬出版株式会社に入社。1970年から民社党衆議院議員西田八郎の秘書、1973年から民社党参議院議員柄谷道一の秘書を務める。
1979年、川越市議会議員選挙に民社党公認で出馬し、初当選。以後4期務めた後、1995年に埼玉県議会議員選挙に鞍替えし当選。県議2期、民主党埼玉県総支部連合会幹事長を務める。県議在職中、埼玉大学経済学部夜間主コースに社会人枠で入学するが、中退。
2001年、第19回参議院議員通常選挙に民主党公認で出馬し、初当選。2007年の第21回参議院議員通常選挙で再選。2009年、民主党副幹事長に就任。
2011年9月、野田内閣で外務副大臣に任命され、2度の内閣改造においても再任。
2013年、第23回参議院議員通常選挙に民主党公認で3選出馬したが落選。2014年、第47回衆議院議員総選挙で民主党の比例北関東ブロック単独20位で立候補するも落選。
落選後は長女の山根史子・埼玉県議会議員（民主党・民進党を経て国民民主党に参加）の支援に回っていたが、2016年3月、民主党埼玉県連常任顧問を辞任し、民進党結党には参加しなかった。同月、翌2017年の川越市長選挙に「川越市政をガラッと変える市民の党」を称して無所属で立候補する意向を表明したが、同年11月、健康上の理由により出馬を断念。代わりの候補者は擁立せず、政界引退を表明した。
2018年春の叙勲で旭日重光章を受章。
2020年3月27日、埼玉県議会において埼玉県選挙管理委員会委員に選出され、同月29日に就任した。任期は2024年3月28日までだったが、一身上の都合を理由に2022年12月6日付で退職。直後の12月10日、肺がんのため埼玉県川越市の自宅で死去。74歳没。死没日付をもって正四位に叙された。

## 政策・主張
- 外交・安全保障に関しては、日米同盟基軸を打ち出している。
- 行政改革については、官僚主導の政治から脱却し、政治主導による経済・教育の再生を主張している。
- 永住外国人への地方選挙権付与には慎重な立場を取っている。

## 所属していた団体・議員連盟
- 永住外国人の地方参政権を慎重に考える勉強会
- 天皇陛下御即位二十年奉祝国会議員連盟（事務局次長）
- 北朝鮮に拉致された日本人を早期に救出するために行動する議員連盟
- 人権政策推進議員連盟
- 日本国際フォーラム政策委員[11]

## 人物
- 山根自身は組合員ではないものの、選挙においてはUIゼンセン同盟の組織的な支援を受けている[12]。
- 2005年3月10日の参議院総務委員会における質疑で、麻生太郎総務大臣（当時）に対しUFOに関する質問を行った[13]。
- 2007年12月にも、UFOに関する質問主意書を福田康夫内閣に対し提出した[14]。福田内閣は「UFOの存在は確認されていない」との趣旨の政府答弁を決定したが[15]、町村信孝内閣官房長官（当時）がこの質問主意書に関連し、「私は個人的にはこういうもの（UFO）は絶対いると思っている」と発言している。
- 25年間年金保険料を未払いのため、年金の受け取り資格が無い。
- 趣味は読書、テニス、カラオケ、犬の散歩（愛犬はレオ）。
- 家族は妻、長男、長女、孫（長女の子二人:20歳、24歳時に出産、現在はシングルマザー）。長女の史子（1984年2月27日 - ）は2011年4月から2015年4月まで川越市議会議員（民主党）、2015年4月から2024年9月まで埼玉県議会議員（民主党・民進党・国民民主党）。父娘二代続けて川越市議・埼玉県議となった。2024年9月、史子は父の遺志を継ぎ2025年1月の川越市長選挙に立候補することを表明した[16]。
- 東京都内の議員宿舎への入居を辞退し、川越市の自宅から電車で通勤している。